# Szerelmesfilm
Szerelmesfilm é um filme de drama húngaro de 1970 dirigido e escrito por István Szabó. Foi selecionado como representante da Hungria à edição do Oscar 1971, organizada pela Academia de Artes e Ciências Cinematográficas.

## Elenco
- András Bálint - Jancsi
- Judit Halász - Kata
- Edit Kelemen - Kata (jovem)
- András Szamosfalvi - Jancsi (jovem)
- Flóra Kádár